# Ceroxylon sasaimae
La palma de cera de Sasaima (Ceroxylon sasaimae) es una especie de planta fanerógama de la familia Arecaceae. Es originaria de Colombia, donde se encuentra en la Cordillera de los Andes a una altitud de 1400-1800 metros.

## Descripción
Ceroxylon sasaimae tiene un tallo solitario, que alcanza los 8-15 (-20) m de altura, con 17-30 cm de diámetro, de color marrón verdoso a grisáceo, cubierto por una capa muy delgada de cera. Las hojas 16-26, en una muy densa y casi esférica de la corona; con  93-120 pinnas en cada lado,  dispuesta en grupos de 1-8 pinnas, los grupos separados por 3-5 cm. Las inflorescencias pistiladas con pedúnculo de 85-102 cm de largo. Los frutos globosos, de color rojo anaranjado cuando están maduros, con semillas de 1.2 cm de diámetro. Esta palma comparte características con la palma de cera del Quindío, la cual pertenece a la misma familia y con la cual puede ser fácilmente confundida, aunque esta última puede llegar a ser más alta. Si bien el nombre de esta palma hace referencia al municipio de Sasaima (Cundinamarca), ya que de forma inicial se identificó en la zona de este municipio y posteriormente en el vecino municipio de San Franciso de Sales, en el año 2011 fue identificada una población de esta palma en el municipio de San Luis (Antioquia).

## Taxonomía
Ceroxylon sasaimae fue descrita por Gloria Galeano Garcés y publicado en Caldasia  17(82–85): 404. 1995.
Etimología
Ceroxylon: nombre genérico compuesto de las palabras griegas: kèròs = "cera" y xγlon = "madera",  en referencia a la gruesa cera blanca que se encuentra en los troncos.
sasaimae: epíteto geográfico que hace referencia al municipio de Sasaima (Cundinamarca), donde fue identificada de forma inicial.

## Nombres comunes
- Palma de cera, palma real, palma de ramo (Cundinamarca, Colombia).[8]